# Завади (Пшисуський повіт)
Завади (пол. Zawady) — село в Польщі, у гміні Венява Пшисуського повіту Мазовецького воєводства.
Населення — 169 осіб (2011).
У 1975—1998 роках село належало до Радомського воєводства.

## Демографія
Демографічна структура станом на 31 березня 2011 року:
|          | Загалом | Допрацездатний вік | Працездатний вік | Постпрацездатний вік |
| -------- | ------- | ------------------ | ---------------- | -------------------- |
| Чоловіки | 85      | 23                 | 55               | 7                    |
| Жінки    | 84      | 26                 | 42               | 16                   |
| Разом    | 169     | 49                 | 97               | 23                   |